# Imperium (polski zespół muzyczny)
Imperium – polski zespół rockowy, powstały na początku lutego 1982 roku w Legnicy i działający do września 1983 roku.

## Historia
Założyciel i pomysłodawca grupy – Edward Skrzypczak – poznał w legnickim klubie „Parnasik” – Ireneusza Kowalczyka i Lecha Pańczuka, których plany wyjazdu na kontrakt zagraniczny pokrzyżował wybuch stanu wojennego. Początkowo działała ona pod nazwą Hotel Centrum przy Legnickim Centrum Kultury w składzie: Włodzimierz Odorczuk (śpiew), Edward Skrzypczak (gitara), Ireneusz Kowalczyk (gitara), Krzysztof Borowski, którego miejsce zajął wkrótce Jerzy Orłowski (gitara basowa) – i Leszek Pańczuk (perkusja). Skrzypczak był autorem większości piosenek, które aranżowali wszyscy członkowie zespołu. Zaledwie po trzech miesiącach prób, nowo powstały zespół zadebiutował 1 maja 1982 roku udanym koncertem w legnickiej Akademii Rycerskiej, prezentując autorski repertuar i występując tam po trzech godzinach od występu Turbo. Kolejny występ miał miejsce w kinie Ognisko w Legnicy (24 maja 1982). Dzięki Zofii Łysiak z LCK, zespołem zainteresował się wrocławski oddział Polskiego Stowarzyszenia Jazzowego (PSJ), którego przedstawiciele – Piotr Tomicki i Michał Frejtak, kilkukrotnie oglądali jego występy na żywo i w efekcie postanowili zaopiekować się legnicką grupą. Menedżerem Hotelu Centrum został Andrzej Morąg. 28 lipca 1982 roku zespół nagrał demo, które zrealizował perkusista Leszek Pańczuk. Będąc już pod egidą wrocławskiego PSJ, 21 sierpnia wystąpił na festiwalu Open Rock '82 w klubie Rotunda w Krakowie (występy rejestrowało Polskie Radio Kraków), a kilka dni później wziął udział w konkursie III Ogólnopolskiego Przeglądu Muzyki Młodej Generacji w Jarocinie. W tym okresie grupa przyjęła nazwę Imperium. Jej pomysłodawcą, tak samo jak pierwszej, był założyciel zespołu Edward Skrzypczak, którego miejsce wkrótce zajął: Lech Niedźwiedziński (eks-Jupiter; gitara). W trakcie intensywnych przygotowań do sesji nagraniowej, kilkanaście dni przed wejściem do studia nagraniowego, zespół opuścił nagle i bez uprzedzenia jej basista Jerzy Orłowski (wyjechał za granicę). 
Muzycy zmuszeni do szukania w pośpiechu zastępstwa, zwrócili się po pomoc do Krzysztofa Borowskiego, który uczestniczył w pierwszych próbach i znał część repertuaru grupy. Imperium zarejestrowało podczas swojej pierwszej sesji nagraniowej w studiu S-1 Polskiego Radia Warszawa przy ul. Myśliwieckiej (4-7 października 1982), następujące utwory: Bilonowy Deszcz, Królowa mlecznych barów, Kostka Rubika i Zrozumieć sen. Nad całością czuwał lider grupy Edward Skrzypczak. Pomysłem Piotra Tomickigo zaś, był pomysł żeby w nagraniu utworu Bilonowy deszcz (pierwotnie nosił on tytuł Giełda), wzięła udział sekcja instrumentów dętych z Alex Bandu, którą tworzyli: Andrzej Diering (trąbka), Włodzimierz Wiński (saksofon) i Leszek Paszko (puzon). On także zorganizował nagranie teledysku i w celach promocyjnych powstał obraz do utworu Bilonowy deszcz, który w grudniu 1982 roku zadebiutował w świątecznym notowaniu Telewizyjnej Listy Przebojów. Utwór miał również swą premierę na antenie Polskiego Radia, podobnie jak Królowa mlecznych barów czy Kostka Rubika. W tym okresie zespół miał problem ze znalezieniem basisty ze względu na odejście Borowskiego, który miał zobowiązania koncertowe wobec formacji Easy Rider i nie wziął udział w realizacji teledysku (w klipie z gitarą basową pojawił się Skrzypczak) w którym z zespołem wystąpiła sekcja dęta Poznańskiej Orkiestry Rozrywkowej PRiTV pod dyr. Zbigniewa Górnego w składzie: Tadeusz Gbur (trąbka), Eugeniusz Effenberg (saksofon) i Krzysztof Zaremba (puzon) – zastępując muzyków, którzy brali udział w sesji nagraniowej. Ponadto Imperium nagrało na terenie Zalewu Odrzańskiego recital telewizyjny, składający się z wszystkich czterech utworów zarejestrowanych w PR Warszawa, lecz nie zachował się on w archiwum. Zespół koncertował m.in. u boku Lady Pank, Republiki czy Banku. 2 grudnia 1982 roku ponownie jako kwintet, zadebiutował z nowym basistą Maciejem Rodą (eks-Muzyczna Spółka Akcyjna 1111), właśnie podczas wspólnego koncertu z Republiką w Hali Ludowej we Wrocławiu (w tej sprawie również pomógł Tomicki). 
W okresie działalności zespołu nie udało się doprowadzić do wydania jego albumu. Jednakże jako jedyny legnicki wykonawca umieścił on swój utwór Bilonowy deszcz na wydanej na kasecie magnetofonowej kompilacji pt. Wielka Fala Rocka (Vega, 1982), gdzie znalazły się także utwory Oddziału Zamkniętego, Republiki czy Marka Bilińskiego. Ten sam materiał w tym samym roku doczekał się drugiego wydania zatytułowanego The Best of Polish Rock vol. III (Ajton, 1982). W pierwszych miesiącach 1983 roku po zmianie impresariatu na Estradę Krakowską, nowym wokalistą grupy został Tomasz Garstecki z którym Imperium przygotowywało nowe utwory oraz wzięło udział m.in. w imprezie Rock nad Bałtykiem (Kołobrzeg, 1983) i pojechało w trasę koncertową po Małopolsce, gdzie występowało razem z Bankiem. Tam też Garsteckiemu zaproponowano, aby zastąpił Mirosława Bielawskiego na stanowisku wokalisty tego zespołu. Po jego odejściu, ciężar wokalisty w legnickiej formacji przejął wraz z odejściem Macieja Rody jej pierwszy basista Jerzy Orłowski. Kolejna sesja nagraniowa miała miejsce w Polskim Radiu Szczecin (2-8 sierpnia 1983), gdzie Imperium zarejestrowało cztery kompozycje gitarzysty Lecha Niedźwiedzińskiego: Gdy jesteś w tłumie, Ludzie mówią o pieniądzach, Człowiek roku – komputer, Młodość nas mija jak przechodzień. Ostatni koncert kwartetu miał miejsce we wrześniu 1983 roku w amfiteatrze w Lesznie. Działalność zespołu zakończyła się naturalnie ze względu na coraz większy zanik jej aktywności koncertowej. 
W kwietniu 2023 roku w serii Czerwone Miasto (projekt Legnickiego Centrum Kultury i Atrament Records) wydano dwupłytowe wydawnictwo pod obydwoma nazwami, tj. Hotel Centrum / Imperium pt. Bilonowy deszcz. Archiwum 1982–83, zawierające obydwie sesje radiowe, nagranie demo zarejestrowane w LCK (1982) oraz wybór nagrań koncertowych w tym archiwalne zapisy występów na festiwalach Open Rock '82" i FMR Jarocin '82. Drugi krążek zamyka materiał z debiutanckiego występu grupy (zarówno archiwalny występ Hotelu Centrum, jak i Turbo przetrwał w archiwum, dzięki inicjatywie Muzycznego Radia Legnica "Studio A"). 15 kwietnia 2023 roku w Sali Maneżowej Akademii Rycerskiej, odbył się koncert promujący wydawnictwo Bilonowy deszcz. Archiwum 1982-83. Wystąpiła grupa Diler, której liderem jest Włodzimierz Odorczuk (pierwszy wokalista zespołu Hotel Centrum/Imperium), a także: No Way, Hotel Centrum Blues, Lech Niedźwiedziński Funky Band oraz pozostali muzycy grupy.

## Dyskografia

### Albumy
- Hotel Centrum / Imperium – Bilonowy deszcz. Archiwum 1982–83 (2xCD Czerwone Miasto CM 008/ATR 010, 2023)[9]

### Kompilacje
- Wielka Fala Rocka (MC, Vega JG-003, 1982)[9]
- The Best of Polish Rock vol. III (MC, Ajton AJ 102, AS (12) – AS 102, 1982)[9]